# Bernardo Javalquinto Lagos
Bernardo Javalquinto es un economista y académico radicado en Chile. Es el fundador de la Escuela De Negocios Sociales (ESN), un instituto académico enfocado en negocios sociales que fundó con la ayuda del Centro Yunus y el Centro de Formación Técnica (CFT) del Maule. Sigue un enfoque social de la Economía. Actualmente, es el expresidente del Partido Demócrata de Extranjeros de Estados Unidos en Chile.

## Vida
Bernardo Javalquinto nació en Nueva York y pasó su infancia en Egipto. Su padre era un diplomático chileno en Egipto y su madre era licenciada en derecho, arqueóloga y egiptóloga. Estudió en la University of Maryland.

## Carrera profesional
Javalquinto trabajó en el Banco Mundial y en la Corporación Financiera Internacional en Washington D. C. de 1988 a 1992. Es un miembro habitual de los medios de comunicación locales, y se le atribuye el mérito de asesorar a los estudiantes en materia de innovación social y empresarial. Dirigió un programa de mentores en octubre de 2014 en la Universidad de Maryland en Santiago de Chile, enseñando orientación profesional y habilidades de liderazgo a exalumnos. En 2015, recibió el Premio Económico SCIACCA por el alivio de la pobreza, el empleo de la juventud, empoderamiento de la mujer, y el cambio climático global.
También tuvo un intento fallido de recuperar la extinta aerolínea Latin American Wings (LAW). Se incorporó como director general después de que la aerolínea atravesara una crisis financiera. Bernardo encontró inversionistas en Estados Unidos y Canadá que podrían ayudar, pero la Dirección General de Aeronáutica Civil (DGAC) ya había revocado la licencia de LAW para operar.
Después de eso, se incorporó a un puesto directivo en Infinity Airlines respaldado por inversores canadienses y del Medio Oriente.

## Publicaciones
- Como las Empresas Chilenas (Grandes y Pequeñas) Deben Enfrentar la Globalización[15]
- El modelo económico de los Chicago's Boys: Chile, un caso de estudio[16]
- Social Business: una reforma al modelo económico imperante[17]

Javalquinto también ha contribuido a algunos libros, incluidos In Traders Uluslararası Ticaret Kongresi Kongre Kitabı, Actualizaciones para el Desarrollo Organizacional y Actualizaciones para el Management y el Desarrollo Organizacional. Entre sus trabajos completos se encuentran Beneficios Emprendimiento Social.

## Controversias
Bernardo ha sido parte de varias polémicas.
- Como presidente de la Fundación María Mohor Zummers, fue demandado por el directorio de la fundación por prohibir el ingreso de otras personas a la sede de la organización y convertirla en su propia residencia y despacho. El abogado de Bernardo respondió a esto diciendo que no permitió que nadie más entrara porque hubo un robo por parte de los directores de directorio y lo demandaron. También fue acusado de adquirir un BMW para una prueba de manejo y no devolverlo a lo cual, el abogado de Bernardo lo negó y notificó que presentó denuncias contra los dueños por la falsa acusación. Sustenta Comunicaciones, una agencia que trabajó con Bernardo para su campaña presidencial, también lo acusó de no pagar los servicios que también fueros demandados junto al periodista de la Radio Bio Bio.[22]

## Premios
- Premios especiales del jurado en economía de la presidencia de Giuseppe Sciacca (2015)[23]
- Premiado por el Senado argentino como uno de los líderes del desarrollo en América Latina para el alivio de la pobreza.[7][24][25]